# Перелік голів держави Югославії
Це перелік голів держави Югославії від створення Королівства Сербів, Хорватів та Словенців у 1918 до розпаду Соціалістичної Федеративної Республіки Югославія у 1992 році.
Королівство Югославія було монархією, якою від 1918 до Другої світової війни правив дім Карагеоргієвичів. СФР Югославію спочатку очолював Іван Рібар, Голова Президії Народних Зборів (голова парламенту), а потім президентом Йосипом Брозом Тіто до його смерті у 1980 році, після чого колективний пост союзного президента висував і затверджував людину на посаді президента за ротацією з-поміж представників республік. Однак до 1990 року зазвичай найвпливовішою була посада голови Президії ЦК Союзу комуністів Югославії (цю посаду часто поєднували з посадою Президента). Після реформ в 1990 році, окремі республіки обрали власних голів країн, але голова держави продовжував змінюватися на основі ротації з-поміж призначених представників республік до остаточного розпаду країни.

## Королівство Югославія
Королівство Сербів, Хорватів і Словенців було утворене унією Королівства Сербії (Королівство Чорногорія було приєднане до Сербії п'ятьма днями раніше, а регіони Косова, Воєводини та Вардарської Македонії були частинами Сербії до об'єднання) та тимчасової Держави Словенців, Хорватів та Сербів (утвореної з колишніх територій Австро-Угорської імперії) від 1 грудня 1918 року.
До 6 січня 1929 року Королівство Сербів, Хорватів і Словенців було парламентською монархією. Того дня король Олександр I скасував Відовданську Конституцію (прийняту в 1921 році), розпустив Народну скупщину та запровадив персональну диктатуру (так звана Диктатура 6 січня). Він перейменував країну на Королівство Югославії 3 жовтня 1929 року, та продовжував правити як de facto абсолютний монарх аж до його вбивства 9 жовтня 1934 року під час державного візиту до Франції з метою перемовин щодо посилення малої Антанти. Після його вбивства було відновлено парламентську монархію.
Королівство Югославія було переможене та окуповане 17 квітня 1941 року після німецького вторгнення. Формально монархія була скасована 29 листопада 1945 року.
Всі монархи були членами Дому Карагеоргієвичів. Петро I, попередньо король Сербії (від 1903 року), був проголошений королем представниками країн південних слов'ян. Королівський рід було продовжено його сином (Олександр I) та онуком (Петро ІІ).
| Ім'я                                      | Портрет                    | Народження                                                                                     | Шлюб                                                   | Смерть                           | Спадкове право                                                                        | Монарший рід         | Зауваження |
| ----------------------------------------- | -------------------------- | ---------------------------------------------------------------------------------------------- | ------------------------------------------------------ | -------------------------------- | ------------------------------------------------------------------------------------- | -------------------- | --- |
| Петро I 1 грудня 1918– 16 серпня 1921     | Петро I Карагеоргієвич     | 29 червня 1844 Белград син принца Сербії Олександр Карагеоргієвича та Персіди Ненадович        | Принцеса Зорка Чорногорська 1883 5 дітей               | 16 серпня 1921 Белград у віці 77 | попередньо король Сербії, проголошений королем представниками країн південних слов'ян | Дім Карагеоргієвичів | Носив титул «Король сербів, хорватів і словенців». Принц Олександр виконував обов'язки регента в його останні роки.              |
| Олександр I 16 серпня 1921– 9 жовтня 1934 | Олександр I Карагеоргієвич | 16 грудня 1888 Цетинє син Петра I та Принцеси Зорки Чорногорської                              | Марія Югославська 8 червня 1922 3 дітей                | 9 жовтня 1934 Марсель у віці 45  | син попередника                                                                       | Дім Карагеоргієвичів | Змінив титул на «король Югославії» в 1929 році. Вбитий у Марселі.                                                                |
| Павло 9 жовтня 1934– 27 березня 1941      | Принц Павло Карагеоргієвич | 27 квітня 1893 Санкт-Петербург син Принца Арсена Карагеоргійовича та Аврори Павлівни Демидової | Ольга Грецька та Данська 22 жовтня 1923 3 дітей        | 14 вересня 1976 Париж у віці 83  | кузен (двоюрідний брат) попередника                                                   | Дім Карагеоргієвичів | Принц Регент для Петра II. |
| Петро ІІ 9 жовтень 1934– 29 листопад 1945 | Петро ІІ Карагеоргієвич    | 6 вересня 1923 Белград син Олександра I та Марії Югославської                                  | Олександра Грецька та Данська 20 березня 1944 1 дитина | 3 листопад 1970 Денвер у віці 47 | син попередника                                                                       | Дім Карагеоргієвичів | Принц Павло діяв як регент до усунення 27 березня 1941 року; у вигнанні з 17 квітня 1941 року і зречення 29 листопада 1945 року. |

## СФР Югославія
Після німецького вторгнення та поділу Королівства Югославія партизани сформували в 1942 році Антифашистське віче народного визволення Югославії (АВНВЮ). 29 листопада 1943 року конференція АВНВЮ проголосила Демократичну Федеративну Югославію, хоча перемовини з королівським урядом у вигнанні продовжувалися. Після звільнення Белграда 20 жовтня 1944 року уряд, утворений комуністами, оголосив 29 листопада 1945 року короля Петра II усунутим від влади та проголосив Федеративну Народну Республіку Югославія.
Від 1945 до 1953 року посадою голови держави в Югославії була посада Голови Президії Союзної скупщини. Посаду обіймав Іван Рибар.
Від 1953 до 1963 року Йосип Броз Тіто одночасно обіймав посади Президента Республіки (голови держави) та Президента Союзної виконавчої ради (голови уряду). В 1963 році, нова конституція перейменувала державу на Соціалістичну Федеративну Республіку Югославія, та відділила посаду Президента Республіки від Голови Союзної ради, незважаючи на те, що Президент Республіки зберігав повноваження головувати над урядом, коли їх повноваження перетиналися, за французькою моделлю.
У 1974 році нова конституція передбачала колективну союзну президію, яка складалася з представників шести республік, двох автономних країв Сербії та (до 1988 року) голови Союзу комуністів, із головуванням на ротаційній основі. Незважаючи на це, це конституційне положення було призупинено, оскільки Тіто було проголошено Довічним президентом, і таким чином, він був головою президії на постійній основі. Після його смерті в 1980 році, одного члена президії щорічно обирали Головою Президії та він виконував обов'язки голови держави.
      Союз комуністів Югославії
      Соціалістична партія Сербії
      Хорватська демократична співдружність
      Демократична партія соціалістів Чорногорії
| №                                          | Голова держави     | Голова держави                                               | Роки життя | Вступив на посаду | Полишив посаду | Партія                                               | Репрезентація        | Зауваження |
| ------------------------------------------ | ------------------ | ------------------------------------------------------------ | ---------- | ----------------- | -------------- | ---------------------------------------------------- | -------------------- | --- |
| Голова Президії Союзної скупщини 1945–1953 |                    |                                                              |            |                   |                |                                                      |                      | |
| N/A                                        | Іван Рибар         | Іван Рибар хорв. Ivan Ribar                                  | 1881–1968  | 29 грудня 1945    | 14 січня 1953  | Комуністична партія Югославії (партію перейменовано) | н/д                  | Посада Голови Президії Союзної скупщини (парламенту) була посадою голови держави в 1945—1953 роках. Комуністична партія Югославія була реорганізована та перейменована на Союз комуністів Югославії 2 листопада 1952 року. |
| N/A                                        | Іван Рибар         | Іван Рибар хорв. Ivan Ribar                                  | 1881–1968  | 29 грудня 1945    | 14 січня 1953  | Союз комуністів Югославії (партію перейменовано)     | н/д                  | Посада Голови Президії Союзної скупщини (парламенту) була посадою голови держави в 1945—1953 роках. Комуністична партія Югославія була реорганізована та перейменована на Союз комуністів Югославії 2 листопада 1952 року. |
| Президент 1953–1980                        |                    |                                                              |            |                   |                |                                                      |                      | |
| 1                                          | Йосип Броз Тіто    | Йосип Броз Тіто сербохорв. Јосип Броз Тито / Josip Broz Tito | 1892–1980  | 14 січня 1953     | 4 травня 1980  | Союз комуністів Югославії                            | N/A                  | Посада Президента Югославії утворена в 1953 році. Йосипа Броза Тіто було оголошено довічним президентом у 1974 році. Посада Голови Президії була створена для застосування після його смерті.                              |
| Голова Президії 1980–1992                  |                    |                                                              |            |                   |                |                                                      |                      | |
| 1                                          | Лазар Колішевський | Лазар Колішевський мак. Лазар Колишевски                     | 1914–2000  | 4 травня 1980     | 15 травня 1980 | Союз комуністів Югославії                            | Македонія            | Голова колективної президії. Змінив Броза після смерті як тодішній віцепрезидент Президії. |
| 2                                          | Цвієтін Міятович   | Цвієтин Міятович серб. Цвијетин Мијатовић                    | 1913–1993  | 15 травня 1980    | 15 травня 1981 | Союз комуністів Югославії                            | Боснія і Герцеговина | Голова колективної президії. |
| 3                                          | Сергей Крайгер     | Сергей Крайгер словен. Sergej Kraigher                       | 1914–2001  | 15 травня 1981    | 15 травня 1982 | Союз комуністів Югославії                            | Словенія             | Голова колективної президії. |
| 4                                          | Петар Стамболіч    | Петар Стамболич серб. Петар Стамболић                        | 1912–2007  | 15 травня 1982    | 15 травня 1983 | Союз комуністів Югославії                            | Сербія               | Голова колективної президії. |
| 5                                          | Міка Шпиляк        | Міка Шпиляк хорв. Mika Špiljak                               | 1916–2007  | 15 травня 1983    | 15 травня 1984 | Союз комуністів Югославії                            | Хорватія             | Голова колективної президії. |
| 6                                          | Веселін Джуранович | Веселин Джуранович серб. Veselin Đuranović                   | 1925–1997  | 15 травня 1984    | 15 травня 1985 | Союз комуністів Югославії                            | Чорногорія           | Голова колективної президії. |
| 7                                          | Радован Влайкович  | Радован Влайкович серб. Radovan Vlajković                    | 1922–2001  | 15 травня 1985    | 15 травня 1986 | Союз комуністів Югославії                            | САК Воєводина        | Голова колективної президії. |
| 8                                          | Сінан Хасані       | Сінан Хасані                                                 | 1922–2010  | 15 травня 1986    | 15 травня 1987 | Союз комуністів Югославії                            | САК Косово           | Голова колективної президії. |
| 9                                          | Лазар Мойзов       | Лазар Мойзов                                                 | 1920–2011  | 15 травня 1987    | 15 травня 1988 | Союз комуністів Югославії                            | Македонія            | Голова колективної президії. |
| 10                                         | Раїф Диздаревич    | Раїф Диздаревич                                              | 1926–      | 15 травня 1988    | 15 травня 1989 | Союз комуністів Югославії                            | Боснія і Герцеговина | Голова колективної президії. |
| 11                                         | Янез Дрновшек      | Янез Дрновшек                                                | 1950–2008  | 15 травня 1989    | 15 травня 1990 | Союз комуністів Югославії                            | Словенія             | Голова колективної президії. |
| 12                                         | Борисав Йович      | Борисав Йович                                                | 1928–      | 15 травня 1990    | 15 травня 1991 | Союз комуністів Югославії (до січня 1990)            | Сербія               | Голова колективної президії. Союз комуністів Югославії розпався на 6 окремих партій. У Сербії спадкоємицею партії стала Соціалістична партія Сербії.                                                                       |
|                                            | Борисав Йович      | Борисав Йович                                                | 1928–      | 15 травня 1990    | 15 травня 1991 | Соціалістична партія Сербії (від січня 1990)         | Сербія               | Голова колективної президії. Союз комуністів Югославії розпався на 6 окремих партій. У Сербії спадкоємицею партії стала Соціалістична партія Сербії.                                                                       |
| N/A                                        | Сейдо Байрамович   | Сейдо Байрамович (в.о.)                                      | 1927–1993  | 16 травня 1991    | 30 червня 1991 | Соціалістична партія Сербії                          | АК Косово і Метохія  | Діючий президент. |
| 13                                         | Степан Месич       | Степан Месич                                                 | 1934–      | 30 червня 1991    | 5 грудня 1991  | Хорватська демократична співдружність                | Хорватія             | Голова президії голови держави. Останній Президент Югославії. |
| N/A                                        | Бранко Костич      | Бранко Костич (в.о.)                                         | 1939–      | 5 грудня 1991     | 15 червня 1992 | Демократична партія соціалістів Чорногорії           | Чорногорія           | Діючий президент. Встановлено Сербією та Чорногорією. |